# Zhou Wenju
Zhou Wenju ou Chou Wên-ChÜ ou Tcheou Wen-Kiu peintre chinois eu Xe siècle, originaire de Jugong (province du Jiangsu). Ses dates de naissance et de décès ne sont pas connues, mais on sait d'après la datation de son œuvre, qu'il est actif dans la seconde moitié du dixième siècle.

## La peinture de personnages sous les Cinq Dynasties et à l'époque des Song
Peu d'années s'écoulent entre la chute des Tang et l'avènement des Song, mais elles sont fort agitées; dans la région du fleuve Jaune, cinq éphémères dynasties se succèdent les unes aux autres et donnent en même temps son nom à cette période. Dans le Sud cependant, deux pouvoirs plus stables, celui des Chou et celui des Tang du Sud, offrent refuge aux peintres en quête de calme et de sécurité. Le domaine des Tang du Sud couvre la plus grande partie du Jiangnan, au sud du Yang-tsé; sa capitale est Nankin. Le dernier représentant de cette dynastie, le grand poète-empereur Li Houzhu. Sous son règne, la Cour vit une existence raffinée, soucieuse d'esthétisme, dont le charme transparaît dans les œuvres picturales de ces années. Pour la peinture de personnages, l'Académie impériale de Li Yu s'en tient strictement aux traditions Tang. Les peintres de Nankin ont bien mérité de Li Yu; ils assument pleinement leur rôle dans la touchante mascarade de cet empereur cherchant à se croire le dépositaire d'une splendeur qui, malgré lui, est définitivement morte.

## Biographie
Zhou Wenju est un peintre de cour sous le règne de Li Houzhu (961-975), dernier dirigeant des Tang du Sud, qu'il suit lorsque ce dernier est prisonnier des Song, à Kaifeng. Zhou Wenju est le plus grand peintre de personnages des Tang du Sud. Il imite Zhou Fang, mais selon un catalogue du XIIe siècle, il le surpasse par l'élégance et le raffinement. Dans son Huashi (Histoire de la peinture), Mi Fu écrit: « Les visages de femmes, par Zhou Wenju, sont en tout, semblables à ceux de Zhou Fang. Les plis de vêtements sont traités selon la méthode du pinceau frémissant. C'est par cette particularité seulement que Zhou Wenju se distingue de Zhou Fang ». Rien ne reste de son œuvre, si ce n'est peut-être une peinture qui n'est pas signée et qui n'a même jamais été attribuée, mais qui relève en tout cas de son école. Elle représente un Concert au palais: c'est un rouleau vertical, en encre et couleurs sur soie, conservée au National Palace Museum de Taipei.
Cet orchestre de chambre féminin, qui joue pour le plaisir de quatre dames qui boivent du vin dans des coupes céladon et étant déjà quelque peu ivres, est un des sujets favoris de Zhou Wenju, à l'instar d'ailleurs de ses prédécesseurs Tang; mais, si ses personnages rappellent indéniablement ceux de Zhou Fang, il en perd le sens du volume. Les longues courbes des œuvres antérieures font place à des coupures sèches et à des angles aigus; le trait varie sans cesse en épaisseur. Toutefois, les détails de style mis à part, rien ne change et l'on retrouve la même vivacité de couleurs, la même gaieté, le même physique potelé de ces dames, la même atmosphère toute de calme et de paix.

## À la cour de Nankin
L'importance du Sichuan comme centre artistique s'est surtout affirmée aux IXe et Xe siècles. Au Jiangnan, l'héritage du passé est prestigieux. Pendant plus de deux cent cinquante ans, Nankin est la capitale de l'empire chinois du Sud. Le souvenir des Six Dynasties est resté très vivant. Au Xe siècle, succédant au royaume de Wu (902-937), celui des Tang du Sud survit de quinze années à l'avènement des Song au pouvoir impérial (960). La maison régnante prétend à la succession légitime de celle des Tang, et ceci donne un certain éclat à la cour de Nankin. Li Yu, le dernier prince des Tang du Sud est poète, musicien, calligraphe et peintre. Il fonde à Nankin une académie de peinture et vit entouré de lettrés, d'artistes et de courtisanes, dans l'élégance et le raffinement. Vaincu par l'empereur Taizong des Song, il est amené comme prisonnier à Kaifeng, où il termine ses jours dans la tristesse. La nostalgie du passé s'exprime dans ce poème:
Que de regrets
Hier soir dans le rêve
Hier soir ou jadis au parc Shanyuan
Les carrosses glissent, fleuve lumineux
Les chevaux trottent : dragons flamboyants
Printemps de fleurs,
de lune,
Noyé dans le vent,.

## Style de Cour
Le spectacle de cette cour délicate et menacée inspire les peintres. Les plus remarquables de l'époque appartiennent à l'école de Nankin. Parmi eux, Zhou Wenju laisse un grand souvenir. « Peintre attendant les ordres du prince » à l'Académie et favori de Li Yu, il peint des figures laïques et religieuses, des voitures et des chevaux, des édifices dans les arbres, des paysages. Il excelle à peindre les nobles Dames. Il est alors par le style, très proche de Zhou Fang, mais plus délicat encore dans la saisie de la beauté. Comme Zhou et conformément au goût du temps, il cherche l'inspiration non seulement à la Cour, mais dans des milieux de comportement plus libre. Comme Zhou encore, il cherche à traduire, dans l'expression de ses personnages, le reflet de leur vie intérieure. Au début du XIVe siècle, l'auteur du Miroir des peintures (Huajian) écrit: « J'ai eu un tableau d'une Dame du palais par Zhou Wenju. Elle a placé sa flûte de jade dans sa ceinture et se tient le regard vacant, les doigts crispés. Son expression est figée. Nous savons qu'elle est toute à son souvenir».

## Peinture degenre
Wenju aime à peindre des scènes aux nombreux figurants : des hommes, des femmes, des enfants, et aussi des chiens, des perroquets, des papillons. Un de ses sujets favoris est le concert donné au palais par un orchestre de jolies musiciennes. Parmi les œuvres qui paraissent être des copies de maître, la plus fidèle peut être un Concert au palais présidé par l'impératrice, reconnaissable à sa coiffure. Par le caractère linéaire du dessin, par les couleurs et la composition, cette œuvre se rattache à la manière Tang. Mais par l'aisance, l'expression réfléchie des visages, l'harmonie de l'ensemble, elle annonce Su Hanzhen (XIIe siècle) et les peintres de figures à l'Académie des Song du Nord. Autre peinture faite d'après Zhou Wenju, le Concert donné dans les jardins du palais est présidé par un personnage à la longue barbe pointue et coiffé d'un haut bonnet. Assis à l'écart et entouré de respect, cet auditeur est peut-être Li Yu, le souverain.
Zhou Wenju a sans doute reçu l'ordre de son prince, d'illustrer les divertissements nocturnes de Han Xizai. Mais l'œuvre qui se transmet sur ce thème est attribuée sous les Ming à Gu Hongzhong, lui aussi « peintre attendant les ordres du prince » à l'Académie comme Zhou Wenju. Il s'agit d'un rouleau peint à l'encre et en couleur sur soie. Chacune des scènes représentées forme un ensemble rythmique; dans chacune d'elles aussi, un personnage à la longue barbe pointue, coiffé d'un haut bonnet, semble présider aux divertissements. C'est probablement le maître de maison.